# The Ice Cream Girls
The Ice Cream Girls är ett ITV-drama från 2013, baserat på en roman av Dorothy Koomson.

## Rollista
- Lorraine Burroughs som Serena Farley
- Georgina Campbell som unga Serena Gorringe
- Jodhi May som Poppy Carlisle
- Holli Dempsey som unga Poppy Carlisle
- Martin Compston som Marcus
- Kathy Kiera Clarke som Marlene
- Doña Croll som Rachel
- Bryan Dick som Al
- Dominique Jackson som Vee
- Laura Jane Laughlin som Serenas advokat
- Michael McElhatton som Brian
- Eleanor Methven som Liz
- Nicholas Pinnock som Evan
- Sara Powell som Fez
- Owen Roe som Jim
- Dylan Tighe som Poppys advokat